# Ferdinand Hachenberg
Ferdinand Hachenberg (* 23. Juni 1852 in Mülheim am Rhein, heute Köln-Mülheim; † 17. April 1917 ebenda) war ein deutscher Bildhauer und Holzschnitzer des Historismus.
Ferdinand Hachenberg war ein Sohn des Zimmermanns Peter Hachenberg und dessen Ehefrau Gudula Juliane geb. Krautmacher. Er erlernte das Handwerk eines Bildhauers und Holzschnitzers; seine Lehre absolvierte er beim Dombildhauer Peter Fuchs. Nach Abschluss seiner Ausbildung machte er sich 1880 in Mülheim am Rhein selbstständig. 
Ferdinand Hachenberg schuf zahlreiche Werke für Kirchen, insbesondere in Köln, aber auch darüber hinaus im Rheinland.

## Werke
- 1885: Zwölf Pfeilerfiguren in Stein für die Kirche Maria Himmelfahrt (heute Liebfrauenkirche) in Köln-Mülheim
- 1886–1903: Zwei Seitenaltäre für die Pfarrkirche St. Josef in Bonn-Beuel
- fast die gesamte Innenausstattung der 1896 konsekrierten Pfarrkirche St. Ägidis in Köln-Porz